# Камера автофіксації проїзду на червоне світло

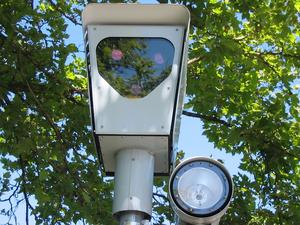
Камера автофіксації проїзду на червоне світло у Бівертоні (Орегон)

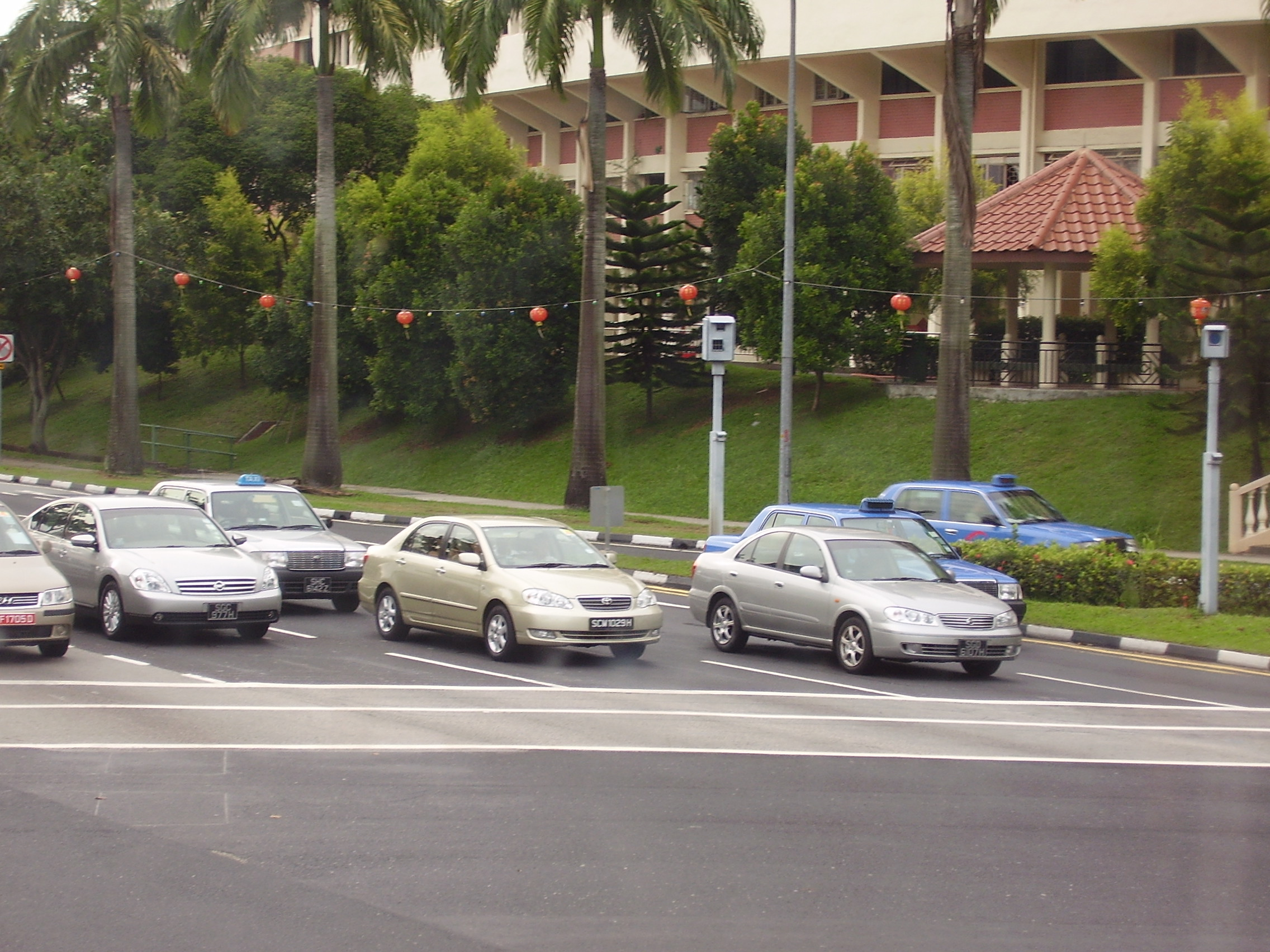
Камера (з двома об'єктивами) і лампа-спалах (праворуч) перед перехрестям. Сінгапур.

Ка́мера автофікса́ції прої́зду на черво́не сві́тло (англ. red light camera  — LRC) — вид фото- або відеокамери, яка автоматично робить цифровий знімок транспортного засобу, що проїхав перехрестя на заборонений сигнал світлофора (червона фаза). Знімок є легальним доказом, що дозволяє застосувати штрафні санкції до порушників правил дорожнього руху, або до власників сфотографованих транспортних засобів.
Повна система автофіксації складається з кількох елементів — власне цифрової камери; лампи-спалаху для додаткової підсвітки в нічний час; датчиків, умонтованих у покриття дороги; мікропроцесора, що керує системою; засобів передачі цифрових зображень до диспетчерського пункту. Камера автоматично вмикається коли транспортний засіб (надалі — ТЗ) проїжджає стоп-лінію після того, як світлофор перейшов у червону (заборонену) фазу. Працівники поліції переглядають знімки й визначають, чи насправді був здійснений проїзд на заборонений сигнал світлофора. Повідомлення про порушення правил дорожнього руху (надалі — ПДР) надсилається на адресу власника ТЗ. Подібні камери використовуються в різних країнах світу, включаючи більшість країн Західної Європи, Австралію, Нову Зеландію, Канаду, Англію, Сінгапур та США.

## Термінологія
В українській мові ще немає короткого терміну чи абревіатури для позначення таких систем фіксації порушень, не в останню чергу через їхню відсутність у містах України. Лише кілька подібних камер проходять тестування в Києві. У побуті найчастіше вживається вислів «камера автофіксації», але це може означати «фіксація проїзду перехрестя на червоне світло» або «фіксація перевищення швидкості», або ж усе разом. Інколи таким терміном називають і звичайні камери спостереження на дорогах.

## Історія
Камери автофіксації порушень вперше впроваджені 1964 року компанією Gatso в Нідерландах. Однією з перших моделей камер була Gatsometer BV. Сигнал до увімкнення фотокамер подавався від гумових трубок, що вкладалися поперек дороги на перехресті. При проїзді колеса через трубку стиснене повітря в ній вмикало реле фотокамери. Перші пристрої використовували 35-мм чорно-білу фотоплівку, яку потрібно було щоденно виймати з контейнера, проявляти та переглядати. Згодом використовували значно дорожчу кольорову фотоплівку, оскільки на чорно-білій не завжди можна було впевнено визначити фази роботи світлофора. Для знімання рухомих об'єктів у кольорі фірма Kodak спеціально випускала 35 мм плівку Hawkeye KODAK HAWKEYE Traffic Surveillance Color Film рулонами по 33 м.
1969 року в Ізраїлі зафіксовані камерою порушення почали обкладатися штрафами.
У США такі автоматизовані системи привернули увагу громадськості після широко освітлюваної в пресі аварії 1982 року в Нью-Йорку. Тоді автомобіль, що проїхав перехрестя на червоне світло, збив дитячий візок з 18-місячною дитиною. Невдовзі група ентузіастів, співпрацюючи з відділом транспорту Нью-Йорку, розробила систему автоматизованої ідентифікації та штрафування водіїв, що проїжджають на червоне світло. 1993 року система почала працювати в Нью-Йорку.
Починаючи з 1980-х років, камери автофіксації поширилися у всьому світі.
Перші цифрові камери встановлено в грудні 2000 року в столиці Австралії Канберра і згодом вони замінили всі плівкові апарати у світі.

## Технологія

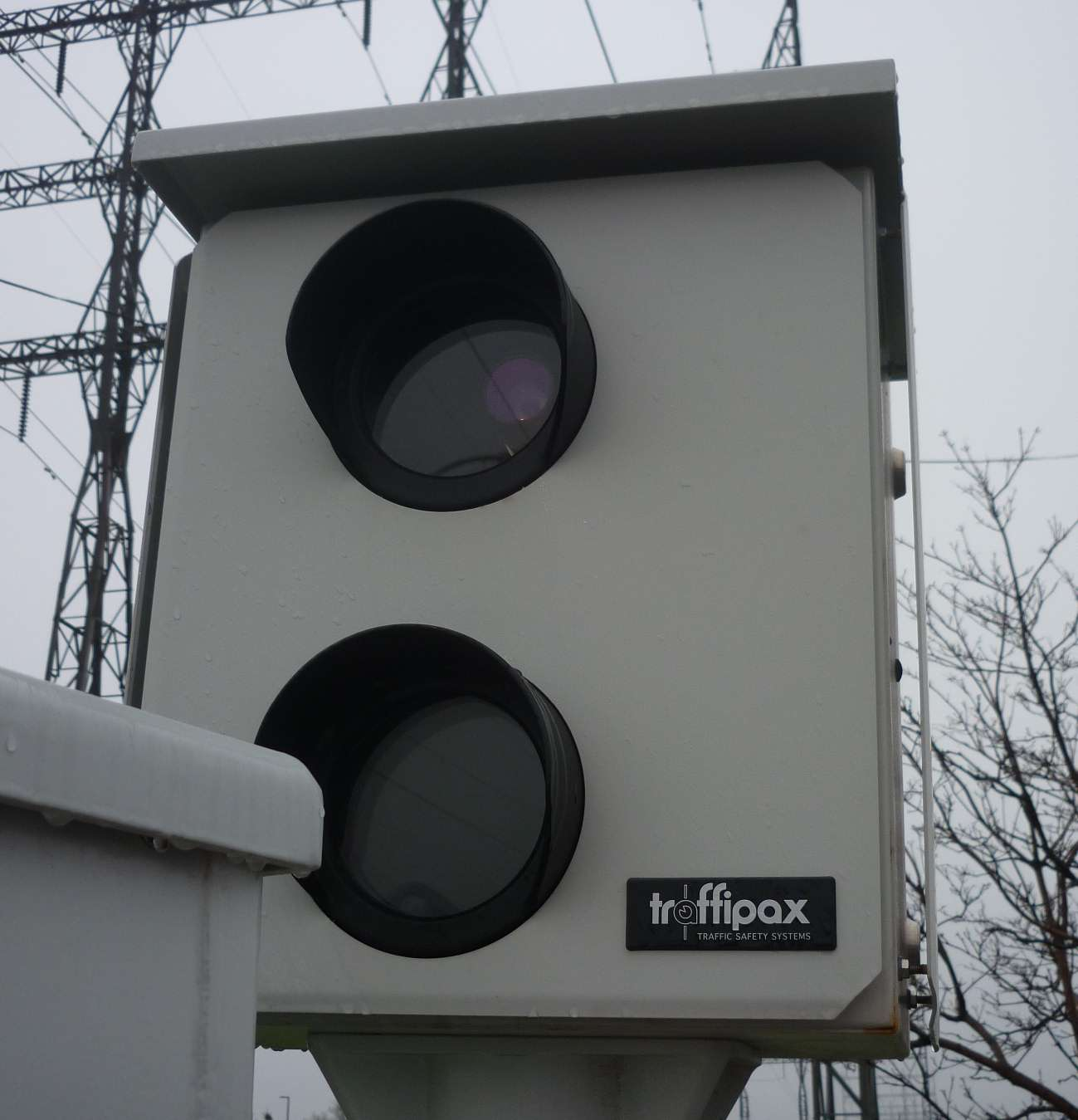
RLC зблизька (Етобіко, Онтаріо).

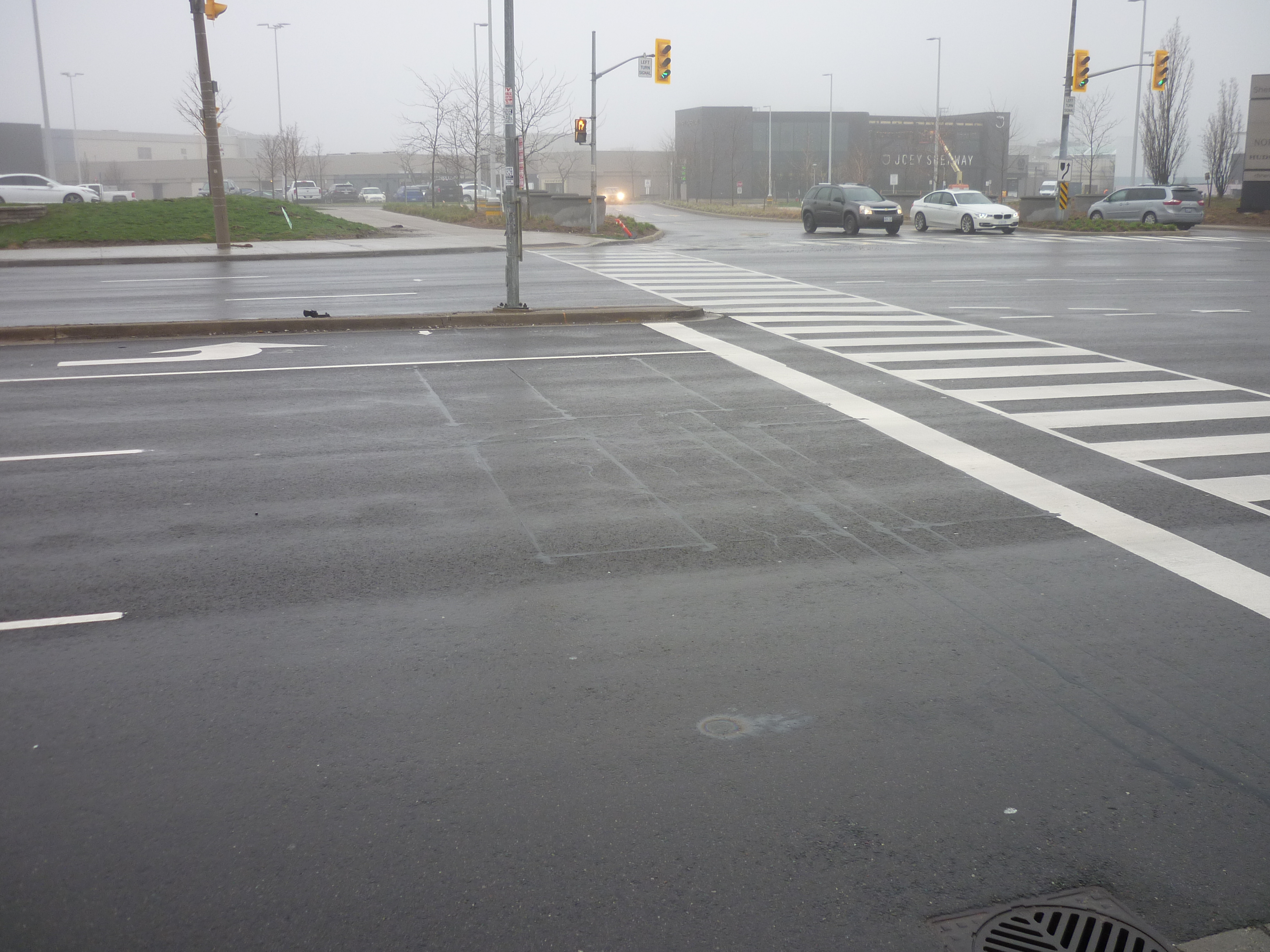
Індуктивні петлі перед стоп-лінією.

Камери зазвичай поміщають у металевий ящик на стовпі, на висоті 3 м над землею, за 20–25 м до стоп-лінії. Перехрестя вибирають на основі статистики аварій, спричинених проїздом на червоне світло. Давачами слугує пара індуктивних петель, що розміщуються в асфальтовому покритті перед стоп-лінією. Дві петлі з фіксованою віддаллю між ними дозволяють визначити швидкість руху ТЗ. Камера вмикається лише коли сигнали з дуже малим інтервалом надходять від двох давачів, тобто коли авто на швидкості виїхало на перехрестя в період червоної фази. Якщо сигнал поступив лише від одного, дальнього давача, комп'ютер його ігнорує, вважаючи, що ТЗ наїхав на перший давач і зупинився. Деякі системи, наприклад Truvelo D-Cam P використовують не індуктивну петлю, а смугу з п'єзоелементів, що вкладається на асфальт. Перший знімок камери фіксує ТЗ у момент перетину стоп-лінії, а другий, зроблений за секунду-дві, показує ТЗ на самому перехресті, тобто фіксує сам факт порушення ПДР. Якщо на другому знімку виявиться, що ТЗ все ж зумів зупинитися, не виїжджаючи на перехрестя, то це зазвичай ще не вважається порушенням. Не потрапляють під покарання випадки, коли водій змушений виїхати на перехрестя, щоб уникнути зіткнення з іншим авто, або коли виявиться, що жовта фаза світлофора виставлена занадто короткою.
Кожна смуга руху має свою пару давачів. Якщо крайня права смуга виділена лише для повороту праворуч і якщо такий поворот дозволений на червоне світло, то на цій смузі давачі не встановлюються. Не встановлюються вони й на крайній лівій смузі, якщо вона призначена лише для повороту ліворуч.
Додаткові деталі, що можуть фіксуватися системою (і бути частиною доказу порушення): дата і час події, швидкість ТЗ, часовий інтервал між моментом вмикання червоної фази світлофора і проїздом стоп-лінії ТЗ (у долях секунди). Залежно від технології системи, подія також може бути зафіксована кількома послідовними знімками з інтервалом 0,1 — 0,2 секунди або відеокліпом, що починається з моменту перетину ТЗ стоп-лінії. Дані про можливе порушення, включаючи фото- та відеоматеріали, переглядаються поліцією і лише тоді встановлюється, чи порушення відбулося. Штрафні квитанції надсилаються на адресу, де зареєстрований ТЗ. Власник ТЗ має право оскаржити штраф у судовому порядку.

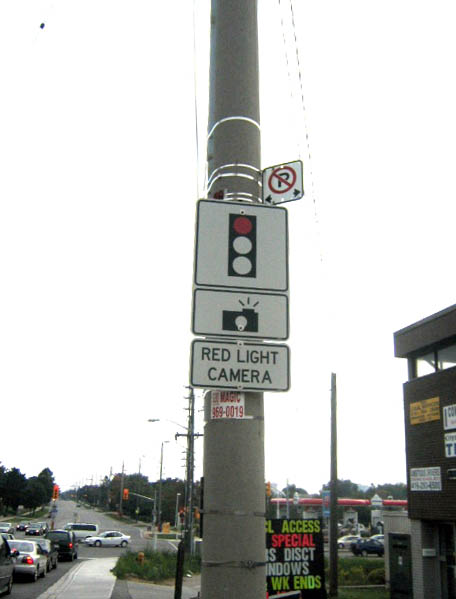
Попереджувальний знак у Скарборо (Онтаріо, Канада)

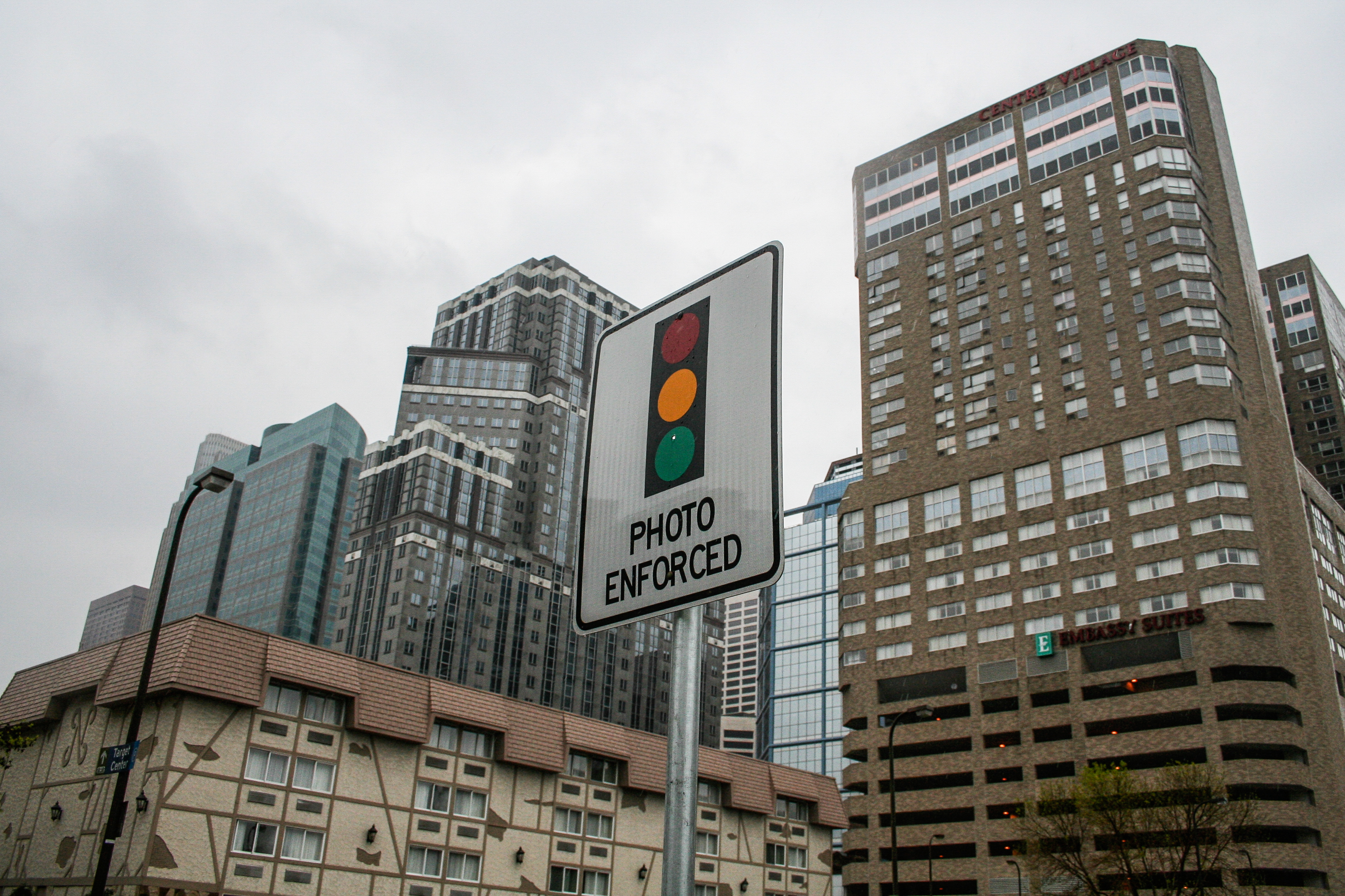
Попереджувальний знак у Міннеаполісі (США)

В умовах недостатньої видимості автоматично вмикається лампа-спалах, яка зазвичай розміщена на окремому стовпі, трохи ближче до перехрестя. Знімки завжди робляться ззаду, щоб світло спалаху не осліплювало водіїв, а також з урахуванням того, що автомобілі в окремих провінціях Канади та штатах США мають лише задні номерні знаки. Існують лампи «чорного світла», що працюють у діапазоні невидимого для людини інфрачервоного спектра. У цьому випадку водій у нічний час навіть не знатиме, що його авто сфотографоване.
Останні покоління приладів використовують більш прогресивну технологію. Наприклад, система Redflex-3D має окремий блок з радаром, що встановлюється за перехрестям, і спрямований назустріч транспортному потоку. З віддалі 120 м до стоп-лінії радар одночасно відстежує до 30 автомобілів і завчасно визначає, які з них не зможуть зупинитися на червоний сигнал світлофора. Сигнал про порушників від радара подається до камери на іншій стороні перехрестя, яка і робить два знімки, або відео на 12 секунд. У таких системах немає потреби вмонтовувати давачі в покриття дороги, що має вирішальне значення для цементобетонного покриття. Система POLISCAN REDLIGHT використовує лазерне сканування, аналогічне до технології лідар, що дає змогу точно визначати координати одночасно кількох автомобілів на різних смугах руху, тому немає потреби в давачах, вмонтованих у покриття дороги.
Зазвичай перед перехрестями, обладнаними камерами, зі всіх сторін встановлюються попереджувальні знаки. Як правило, це кольорове символічне зображення світлофора з текстовим попередженням. Одна камера відстежує лише один напрямок руху до перехрестя. Перпендикулярні напрямки руху камери не фотографують, оскільки тоді номерні знаки не піддаються визначенню. Але попри це, попереджувальні знаки розміщуються зі всіх сторін перехрестя. Лише за розміщенням індуктивних петель на асфальті або за орієнтацією камери можна судити, який напрямок руху чи смуги руху контролюються.
Дослідження показують, що 38 % порушень відбуваються в перші 0,25 с червоної фази й 79 % — протягом першої секунди. Деякі камери надають кілька доль секунди (до 0,5 с) як бонус для тих ТЗ, що перетнули стоп-лінію якраз у момент увімкнення забороненого сигналу. Огайо і Джорджія законодавчо встановили, що на перехрестях з камерою автофіксації жовта фаза світлофора має бути продовжена на одну секунду. Це відразу на 80 % зменшило кількість штрафів. У Нью-Джерсі, з огляду на те, щоб система автофіксації порушень не перетворилася на джерело прибутку міської казни, постановили, що тривалість жовтої фази повинна визначатися на основі швидкості, з якою рухаються 85 % ТЗ, а не дозволеного її обмеження. Це вважається найліберальнішою нормою для жовтої фази світлофора в США. Побічний результат цього закону — перед програмуванням світлофора потрібно провести кількаденний моніторинг розподілу швидкостей у транспортному потоці.
Загалом, тривалість перехідної фази визначається, як результат ділення дозволеної швидкості руху (у милях/год) на 10. Тобто, при 50 милях за годину (81 км/год) жовта фаза триває 5 секунд. Проте, якщо спостереження показують, що на даному перехресті більшість автомобілів рухаються зі швидкістю 60 миль/год (97 км/год), то жовта фаза має тривати 6 секунд.

## Застосування
Камери автофіксації проїзду перехресть на червону фазу світлофора застосовуються в багатьох країнах світу. У Європі покарання порушників ПДР за показами таких камер почалися з початку 1970-х років.
Австралія розпочала впровадження подібних систем на початку 1980-х років. У Новому Південному Уельсі (Австралія) водії можуть переглянути знімки порушення онлайн. У Сінгапурі перші камери встановлені 1986 року, у Британії — в 1990-х роках на восьми залізничних перехрестях, де найчастіше траплялися зіткнення ТЗ із поїздами.
На відміну від мобільних ручних і переносних радарів, що вимірюють швидкість автомобілів, камери автофіксації завжди мають фіксоване розміщення на перехрестях, яке не можна швидко змінити. Тому існує багато вебсайтів з картами, на яких можна знайти практично всі камери в кожній країні. Наприклад, сайт PhotoEnforced.com [Архівовано 1 червня 2022 у Wayback Machine.] має відкриту базу даних на 25 тисяч камер автофіксації по цілому світу (станом на січень 2018 року).

### США

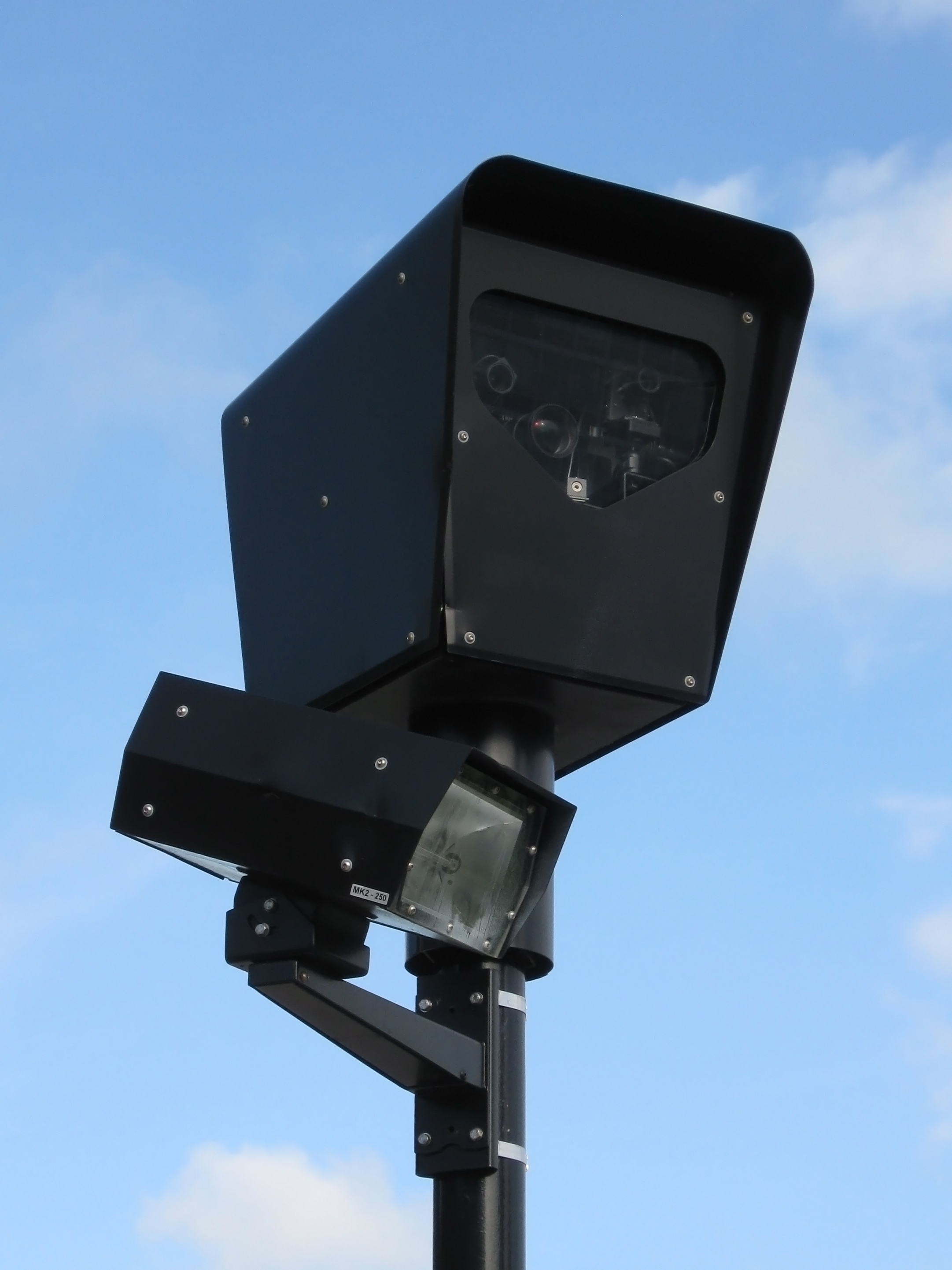
Вулична камера Redflex у Чикаго

Починаючи з 1990-х років, вуличні камери були встановлені у 26 штатах і окрузі Колумбія. Кожен штат окремо регулює їхнє використання. Наприклад, у штаті Нью-Йорк камери дозволено встановлювати лише в містах з населенням понад 1 млн жителів. У штаті Флорида з 2010 року муніципалітетам дозволено встановлювати подібні пристрої на всіх державних дорогах. Окремо губернатором Флориди зазначалося, що камери призначені для безпеки руху, а не для поповнення бюджету. Даний закон — Mark Wandall Traffic Safety Act — названий на честь Марка Уандала, якого 2003 року смертельно травмувало авто, що проїхало на червоне світло.
Вуличні камери мають більшість великих міст США (включаючи міста Атланта, Остін, Балтимор, Батон-Руж, Чикаго, Даллас, Денвер, Лос-Анджелес, Мемфіс, Маямі, Новий Орлеан, Нью-Йорк, Ньюарк, Філадельфія, Фінікс, Ралі, Сан-Франциско, Сіетл, Толідо і Вашингтон).
У березні 2017 у Чикаго збільшено затримку вмикання камери з 0,1 до 0,3 секунди після початку червоної фази світлофора. Такий же інтервал встановлений у Нью-Йорку та Філадельфії. Побічним ефектом цього введення стало те, що місто втратило приблизно 17 млн доларів на штрафах.
У кількох окремих містах США місцеві адміністрації скасували використання камер, наприклад, у Сент-Луїсі (штат Міссурі), Кері (штат Північна Кароліна). У Сан-Дієго (штат Каліфорнія) мер міста Боб Філнер особисто допомагав демонтувати вуличні камери, дотримуючись своєї передвиборчої обіцянки.
Такі ж обіцянки своїм виборцям давав і мер Маямі Френсіс Суарез. У результаті, з лютого 2018 року всі камери в Маямі вимкнено..
А в Нью-Джерсі закон про використання вуличних пристроїв автофіксації «тихо похоронили», не проголосувавши за його продовження. У місті Альбукерке (штат Нью-Мексико) було встановлено 20 вуличних камер, що діяли з кінця 2004 року, але, за результатами проведених голосувань, їх вимкнули у грудні 2011.
Штрафи в США за проїзд перехресть на червоне світло варіюються від 50 доларів у Нью-Йорку до 500 доларів у Каліфорнії. Якщо водій у Каліфорнії виявив бажання пройти курс навчання в автошколі, то йому не нараховуються штрафні бали, але грошовий штраф зростає до 600 доларів. Каліфорнія вважається «найзлішим» штатом для порушників ПДР.

### Канада
Британська Колумбія стала першою провінцією Канади, де 1998 року встановили камери на перехрестях. В Альберті камери встановлені 1999 року в Едмонтоні і 2001 року в Калгарі.
В Онтаріо перші 18 пристроїв випробовувалися 1998 року, на території шести муніципалітетів. Камери постійно перевстановлювали на 70 перехрестях. 2004 року використання камер узаконено і зараз в Онтаріо працює 205 камер (77 з них у Торонто). 2007 року прийнято рішення протягом наступних п'яти років змонтувати ще 70 камер. Поліція анонсувала, що нові камери будуть фотографувати також автомобілі, які, роблячи правий поворот на червоне світло (що дозволено в більшості провінцій Канади), не зупиняються перед стоп-лінією (як на знак «Стоп»). Попередні покоління камер не мали давача на смузі, спеціально виділеній для повороту праворуч.
У Британській Колумбії працює 140 камер. Майже в кожній провінції Канади є по кілька десятків автоматичних камер на перехрестях і кожна провінція сама регулює їхнє застосування. Наприклад, в Онтаріо закон вимагає встановлення попереджувально-інформаційного знаку про камеру зі всіх сторін перехрестя. У Квебеку ж водіїв не попереджують, що перехрестя є під наглядом.
В Оттаві 2009 року, на одному із зібрань комітету зі справ агрокультури та сільських місцевостей було запропоновано встановити «фейкові» камери, щоб застерегти водіїв від проїзду перехресть на червоне світло. Ідея хоч і зацікавила комітет, але не отримала підтримки з кількох причин:
- Щоб усе виглядало по-справжньому, потрібно монтувати два стояки зі справжньою коробкою для камери та імітацію давача в асфальті, що потребує таких же фінансових затрат, як і спорудження справжньої системи;
- «Фейкові» камери не приносять прибутку і не окуповують затрат на їх спорудження;
- Потрібно виплачувати місячну ренту компанії, що постачає справжні камери, навіть якщо це муляжі;
- На такому перехресті за законом не можна виставляти знак-попередження про відеоконтроль.

Зазначалося, що наприкінці 1990-х, коли відкривали пілотний проект в Онтаріо, провінційний комітет виключив можливість встановлення фіктивних камер

### Китай
Камери автофіксації популярні в Китаї. Наприклад, 2007 року в місті Шеньчжень приблизно 700 перехресть були обладнані автоматизованими системами відстеження проїзду на червоне світло або перевищення швидкості, або ж обома відразу.

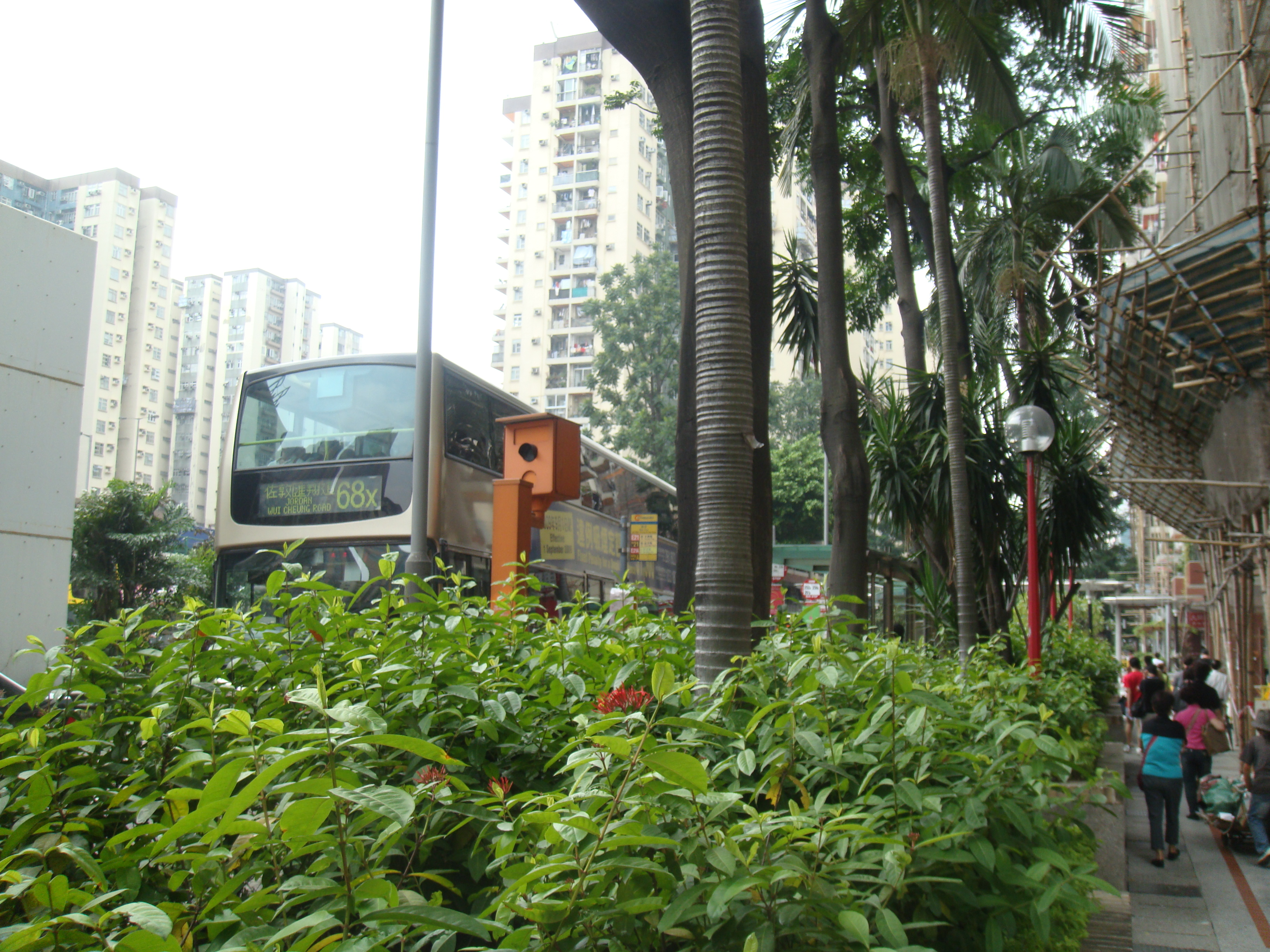
Камера автофіксації в Гонконзі

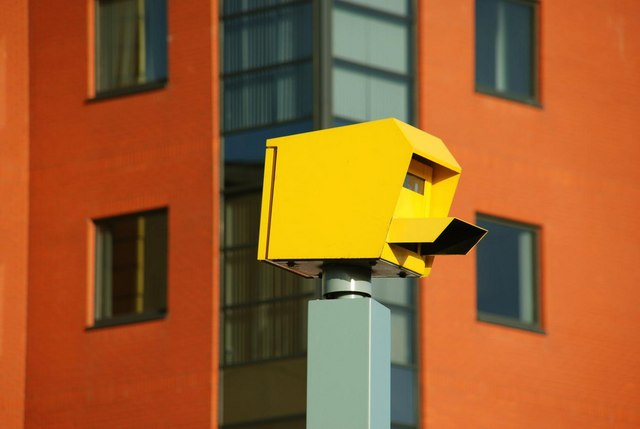
Камера в Белфасті

Камери автофіксації, вперше випробувані 1993 року в Гонконзі, удвічі зменшили кількість проїздів на червоне світло. У процесі розширення мережі камер, 2003 року їх замінили на цифрові. Станом на 2006 рік у Гонконзі працювало 96 камер, а за десять років (2016) їхня кількість подвоїлася (195). У місті на всіх перехрестях з автоматичними камерами встановлені попереджувальні знаки, що мають на меті виховання водіїв. Крім того, частина стовпів, на яких змонтовані камери, для привернення уваги пофарбовані в оранжевий колір. Штраф за проїзд на червоне світло становить у Гонконзі 5000 доларів (640 доларів США).

### Британія
У Британії камери автофіксації порушень ПДР (проїзд перехресть та перевищення швидкості) називають «камерами безпеки» (англ. safety cameras).
Перші вісім камер у Британії з'явилися 2000 року. Після їх узаконення 2001 року поступово сформувалася національна програма з їх широкого впровадження. Через три роки Департаментом транспорту опубліковано звіт, згідно з яким на всіх 34 перехрестях з камерами зменшилася максимальна швидкість автомобілів, а також кількість аварій та їх важкість. Крім того, загальна сума штрафів (258 млн фунтів стерлінгів) у 2,7 разу перевищила затрати на встановлення камер.
Станом на грудень 2005 року, в Англії працювали 612 камер, з яких 225 лише в Лондоні.

### Німеччина
Станом на 2017 рік у Берліні працювало близько 20 камер, більш відомих там, як нім. Blitzer-Ampeln. Вони реєструють не лише проїзд на червоне світло, але й перевищення швидкості. За рік таких порушень налічується 650 тисяч, тобто кожна камера в середньому фіксує 90 порушень в день.

### Україна
Наприкінці 2017 року в Києві проходили тестування три камери автоматичної фіксації порушень ПДР. Вони не є власністю МВС чи будь-якої іншої державної структури, а лише рекламні зразки компаній, що хочуть отримати контракт на впровадження майбутньої мережі відеоконтролю за транспортним рухом. Перші повідомлення про надзвичайну ефективність цих камер слід сприймати з долею скептицизму. Наприклад, Інтерфакс-Україна, посилаючись на високопоставлених чиновників Національної поліції, стверджувало, що одна камера за місяць часу зафіксувала 50 тис. випадків проїзду на червоне світло світлофора. У перерахунку на фази світлофора це означає, що кожну червону фазу, вдень і вночі, протягом цього місяця проїжджало не менше 1 автомобіля. Для порівняння — у Торонто рекорд становить 226 порушень проїзду перехрестя за один місяць.
Втім, інші джерела стверджують, що камери, які тестуються на вулицях Києва, не можуть фіксувати проїзд перехресть на червоне світло, вони лише вимірюють швидкість руху ТЗ, або вони є лише простими камерами відеоспостереження. Тобто, камери, про які йдеться в українських публікаціях, не є насправді камерами автоматичної реєстрації проїзду перехресть на заборонений сигнал світлофора.
Вартість системи фото- та відеофіксації порушень ПДР для всіх доріг України оцінена в кілька мільярдів доларів. Ця сума виглядає надто завищеною, оскільки навіть при цінах у 100 тис. канадських доларів, або 80 тисяч американських доларів на одне перехрестя, одного мільярда вистачило б на дванадцять тисяч відеопостів. Такої кількості вуличних камер не має жодна з країн світу. А за розрахунками ДАІ для України потрібно приблизно 2 тисячі камер. В умовах України такі автоматичні камери не слід очікувати в найближчому майбутньому. Основна причина — економічна ефективність. Відношення величини штрафу до вартості камери (точніше, камери, стояків, давачів, системи комунікації) в Австрії становить 0,395 %, у Канаді — 0,325 %, у Флориді — 0,20 %, у Чикаго — 0,125 %, а для України — 0,022 %, тобто окупність системи в Україні буде у 18 разів менша, ніж в Австрії або в 6 разів менша, ніж у Чикаго. Ситуація з камерами, що контролюють лише швидкість руху, значно легша, оскільки такі камери дешевші та простіші в обслуговуванні, ніж RLC.
Окремою проблемою є узаконення фотофіксації порушень ПДР в Україні. Конституційний суд України 2010 року визнав незаконною практику автоматичного визнання власника ТЗ винним у проїзді на червоний сигнал світлофора, а це є необхідною умовою впровадження камер на перехрестях. Проте у травні 2018 глава підкомітету Верховної Ради з безпеки дорожнього руху повідомив, що у вересні цього ж року очікується прийняття закону, який покладатиме відповідальність за порушення на власника ТЗ:
|  | Відповідальність за свій транспортний засіб несе саме його юридичний власник, і це він повинен переживати за те, кому він дає можливість управляти особистим транспортом, і як саме той цей робить.Така практика успішно діє в усьому світі. Адже транспортний засіб – джерело підвищеної небезпеки, так само як і зброя. Адже ніхто, наприклад, не намагається заперечити те, що відповідальність за використання зброї в першу чергу несе саме його власник. |

### Росія
У Росії не випускаються і не використовуються спеціалізовані системи для контролю проїзду перехрестя. Більшість дорожніх фото- та відеокомплексів («Кордон-М», «Одиссей», «Автодория», «VOCORD Traffic» та ін.) призначені головним чином для контролю швидкості руху. У рекламних описах цих систем зазначено, що вони мають опцію фіксування проїзду на червоне світло, але публікацій про використання саме цих опцій немає.
У Москві 2016 року проходило випробування однієї камери «червоного світла» у тестовому режимі і на кінець року було заплановано встановлення інших камер у робочому режимі.

## Дослідження

### Позитивні результати
Звіт, опублікований 2003 року National Cooperative Highway Research Program (Національна програма дорожніх досліджень) за результатами вивчення 30-річного досвіду використання камер автофіксації порушень ПДР в Австралії, Сінгапурі, Британії та США, зазначає, що камери «поліпшують загальну безпеку перехресть, на яких вони встановлені». Попри те, що докази ще не є повними й завершеними, більшість досліджень свідчить про зменшення кутів зіткнення ТЗ, невелике збільшення наїзду ззаду, та ефект «післядії», коли й на сусідніх перехрестях (без встановлених камер) також зменшується кількість проїздів на червоне світло.
Ці висновки корелюються з дослідженнями 2005 року, в яких були порівняні результати для 10 перехресть (до і після встановлення камер) у США, Австралії та Сінгапурі. Тоді встановлено, що аварійність із людськими травмами зменшилася майже на 30 %, але не було переконливих результатів, що загальна кількість аварій змінилася. Іншими словами, при такій же кількості аварій на перехрестях, їхня важкість значно зменшилася. На зустрічі представників поліції, міліції та комітету громадської безпеки в штаті Вірджинія було заявлено про зменшення аварій з травмами людей на 25-30 %, при незначному збільшенні частки аварій «наїзд ззаду»
Ці висновки підтверджуються оглядом понад 45 міжнародних досліджень, проведених 2010 року, результати яких свідчать, що вуличні камери зменшують кількість порушень правил проїзду регульованих перехресть і аварій пов'язаних із цим, і, зокрема, кількість аварій бокового зіткнення.
У кількох роботах вивчали як змінюється поведінка водіїв. Зазначено, що водії намагаються частіше зупинятися, коли вмикається жовта фаза світлофора. Наслідком цього є невелике зменшення пропускної спроможності перехрестя.
У локальних дослідженнях, проведених 2003 року в Сінгапурі, виявлено «істотне зменшення» порушень на перехрестях, обладнаних камерою автофіксації. Зокрема відмічено, що камери стимулювали водіїв до частіших зупинок на жовтий сигнал.
Звіт, підготовлений 2001 року в Саскатуні (Канада), посилається на досвід Нідерландів та Австралії, де зафіксовано зменшення порушень ПДР на 40 % і на 32 % зменшилася кількість бокових зіткнень. Департамент транспорту в Гонконзі відзвітував 2006 року про зменшення на 25 % кількості аварій на перехрестях з камерою, і зменшення травматизму на 30 %.
IIHS, аналізуючи численні дослідження, знайшло, що камери автофіксації зменшують загальну кількість аварій і зокрема такі види аварій, що закінчуються травмами. Також там стверджується, що в містах з населенням понад 200 тисяч жителів аварії зі смертельними випадками на перехрестях з камерами зменшуються на 24 %.

### Негативні результати
Не всі дослідження проводилися коректно. Так, звіт Федеральної адміністрації автодоріг (FHWA) США, який стверджував, що такі камери зменшують ризик бокових зіткнень, був підданий критиці спеціалістами. Зокрема, вказувалося, що автори звіту невірно встановлюють величину соціальних втрат від аварій, коли приймають її рівною $64 468 у всіх випадках. Насправді соціальні втрати від таких аварій слід приймати $82 816 для регульованих перехресть і $100 176 для перехресть, обладнаних камерами. Заміна одним числом двох різних величин істотно впливає на результати досліджень.
Дослідження Інституту Страхування на автодорогах (IISH) теж піддавалися критиці за односторонність та методологічні недоліки.
Деякі дослідження не показували позитивного ефекту від камер на перехрестях. Так, у Державному Агрокультурному та Технічному Університеті Північної Кароліни після вивчення 17 271 аварії на перехрестях, прийшли до висновку, що камери збільшують загальну кількість аварій на 40 %. Втім, це дослідження не було рецензоване й тому IISH його проігнорувало. Дослідження 2005 року, проведене Департаментом транспорту Вірджинії, виявило, що аварій з травмами від бокового зіткнення стало менше, але загальна кількість аварій з травмами зросла. Обновлений звіт 2007 року показав збільшення загальної кількості аварій на перехрестях з камерами автофіксації. У цьому звіті зазначено, що рішення про встановлення камер повинно прийматися індивідуально для кожного перехрестя, оскільки індивідуальна статистика сильно різниться, показуючи поліпшення для одних перехресть і погіршення для інших. IISH знову ж проігнорувала ці результати, мотивуючи тим, що вони спотворені.
В Орора (штат Колорадо) досвід впровадження камер на чотирьох перехрестях показав зменшення аварійності на 60 % (одне перехрестя), збільшення аварійності на 100 % (два) і збільшення кількості аварій на 175 % (одне перехрестя).
Згідно з твердженнями IIHS, кількість аварій типу «наїзд ззаду» на перехрестях з камерами буде з часом зменшуватися, оскільки водії призвичаяться0 до нових умов руху. І насправді, окремі спостереження показують зменшення кількості таких аварій, наприклад, у Лос-Анжелесі їхня кількість зменшилася на 4,7 % за один рік (2008—2009). Проте наступне дослідження, проведене 2010 року, показало, що поліпшення не відбулося — із 32 перехресть, обладнаних автоматичними камерами, 12 мали вищу аварійність, 4 не змінили статистику, і 16 дійсно мали менше аварій. На останніх 16 перехрестях поліпшення було спричинене також іншими факторами.
У Вінніпезі (Канада) зафіксували значне збільшення аварійності в наступні роки після встановлення вуличних камер.
В Аризоні, після аналізу роботи 76 фотокамер прийнято рішення не продовжувати програму після 2011 року. Причина — менший, ніж очікувалося прибуток від штрафів, неоднозначна громадська думка, непереконлива статистика аварійності.
Найбільш негативні результати представлені у звіті департаменту автомобілів та безпеки руху Флориди, у якому стверджується, що на контрольованих перехрестях кількість нещасних випадків з пішоходами та велосипедистами зменшилася на 20 %, але водночас зросла кількість наїздів ззаду (на 11,4 %), бокових зіткнень (на 6,7 %), кількість травмованих зросла на 9,3 %, а смертельних випадків збільшилося удвічі.
Попри критику, FHWA прийшло до висновку, що загалом камери автофіксації мають позитивний фінансовий ефект завдяки зменшенню кількості бокових зіткнень ТЗ, які обходяться значно дорожче.

## Громадська думка
У процесі опитування громадськості, що відбулося 2009 року в США, було поставлене питання: «Ви підтримуєте чи не підтримуєте використання камер автофіксації на найбільш небезпечних перехрестях для виявлення порушників правил проїзду перехресть та притягнення порушників до відповідальності?». 69 % опитуваних висловили підтримку цій програмі, 29 % були проти.
Телефонне опитування, проведене 2012 року в окрузі Колумбія (США), також показало, що більшість респондентів — 87 % — підтримують цю ідею.
Національна асоціація автомобілістів США (NMA) виступає проти встановлення камер, мотивуючи тим, що їхнє використання має законодавчі проблеми й порушує права на особисте життя. Інший аргумент — камери не збільшують безпеку руху.
Південний філіал Американської Автомобільної Асоціації (ААА) виступає проти запровадження камер у Флориді, стверджуючи, що основним призначенням камер є збирання грошей до бюджету штату і місцевих управлінь, а не збільшення безпеки на дорогах. Крім того, є твердження про корупцію, яка проявляється в скороченні тривалості жовтої фази світлофора, щоби збільшити кількість штрафів.
У Норвегії, Іспанії та Нідерландах поштове опитування 2003 року показало загалом позитивне сприйняття камер на перехрестях. Більшість опитуваних вважають, що головна мета встановлення камер — покарання порушників ПДР. Наприклад, адміністратори канадського міста Саскатун висловлюються, що камери є «засіб для покарання водіїв, що не зупинилися на червоний сигнал світлофора».

## Правові аспекти
Правомірність використання камер автофіксації не є безсумнівною. Поліція та адміністрації міст посилаються на те, що головним мотивом є безпека пішоходів та всіх учасників руху, натомість опоненти (звичайно водії ТЗ) стверджують, що головним чинником використання таких камер є фінансова вигода. Висловлюються окремі застереження, що камери автофіксації лякають водіїв і змушують їх різко гальмувати на перехресті, коли ще його можна безпечно проїхати, чим створюють додаткові аварійні ситуації (наїзд ззаду). Деякі дослідження показують, що насправді на моніторингових перехрестях наїзди ззаду почастішали, але кількість бокових зіткнень зменшилася. Проте загалом статистика аварій є змішаною і неоднозначною. На деяких перехрестях з камерами автофіксації збільшують тривалість жовтої фази світлофора, щоб дати водіям додаткові секунди для завершення проїзду. Висловлюється також стурбованість, що міжнародний стандарт формул, за якими вираховують необхідну тривалість жовтої фази, ігнорує закони механіки, змушуючи водіїв ненавмисно виїжджати на перехрестя на заборонене світло.
Станом на грудень 2016 закони 13 штатів США забороняли використання автоматичних камер для фіксації проїзду на червоне світло, перевищення швидкості, та інші порушення ПДР.
В інших штатах, де вуличні камери хоч і не заборонені, проте прописано багато обмежень на їхнє використання. Наприклад, у Каліфорнії та Колорадо для висунення звинувачення в порушенні ПДР камера повинна зафіксувати обличчя водія. У Каліфорнії штрафні бали за порушення, зафіксоване камерою, накладаються на особу, що була в той час за кермом, а це потребує її ідентифікації. У багатьох випадках камери не можуть дати однозначну відповідь на те, хто був за кермом, і це викликало появу оригінальних поліційних способів розслідування, наприклад, фіктивних штрафних квитанцій на кшталт «квитанцій донощиків» (англ. snitch tiket).
У більшості штатів США порушення правил проїзду перехресть є цивільним порушенням, а не кримінальним. Тому за поданням окружного суду Колумбії питання відповідальності власника ТЗ було розглянуто 2007 року судом США. Верховний суд погодився з рішенням низового суду, що презумпція відповідальності власника ТЗ не порушує його права. Це рішення підтримане 2009 року апеляційним судом США, який підтвердив, що відповідальність власника ТЗ або особи, що винаймає ТЗ, є конституційною. Також суд зазначив, що це повинно спонукати власників ТЗ бути більш відповідальними при передачі авто в користування іншим особам. Суд США розглядав також аргументи, що камери порушують право на особисте життя. Згідно з рішенням цього ж апеляційного суду, «ніхто не має права проїжджати на червоне світло (світлофора) або уникати бути побаченим камерами на громадських вулицях». Втім, у більшості штатів камери фотографують лише транспортні засоби, а не водіїв.
Зазвичай камери автофіксацій порушень ПДР встановлюються й експлуатуються приватними фірмами, а штрафи накладаються працівниками правоохоронних органів на основі доказів, наданих цими компаніями.
Зафіксовано численні випадки, коли окремі міста США встановлювали надто короткі тривалості жовтої фази світлофорів. Зокрема, у Теннессі 176 водіям було повернуто штрафи, які вони заплатили за проїзд подібного «підкорегованого» перехрестя, коли виявилося, що жовту фазу там встановлено надто короткою. У Каліфорнії таким чином було повернуто, або анульовано загалом 7603 штрафи.
Хоча в США існують загальнонаціональні правила визначення тривалості жовтої фази світлофора, насправді її встановлюють державні службовці міста, округу чи штату. В останній редакції «Посібника зі стандартизації засобів контролю за транспортним рухом» рекомендується встановлювати тривалість жовтої фази від 3 до 6 секунд. У США, якщо якась частина транспортного засобу в момент увімкнення жовтої фази світлофора вже перебуває за стоп-лінією, то це вже не вважається порушенням. Штраф оформляється лише на ТЗ, що перетнули стоп-лінію під час червоної фази..
У вересні 2014 в штаті Нью-Джерсі зареєстрований проект закону, що забороняв надавати інформацію про власників номерних знаків жителів цього штату, якщо вони порушили ПДР в інших штатах Америки.
Широкого розголосу набув скандал 2010 року в Італії, у муніципалітеті Сеграте. Фази роботи світлофорів на двох суміжних перехрестях були відрегульовані так, що водіям залишалося або проїжджати на червоне світло, або перевищувати дозволену швидкість руху. Розслідування показало, що це було зроблено навмисне, щоб збільшити прибутки від штрафів. Сума додаткових надходжень склала майже 2,5 мільйона євро. Проте, повільному італійському правосуддю потрібно було ще кілька місяців, щоб нарешті демонтувати камери. Загалом під час цього скандалу винесено звинувачення 38 особам, зокрема в корупції, конфлікті інтересів, нецільовому використанню бюджетних коштів.
Найбільш гучним скандалом, пов'язаним з вуличними камерами, стало засудження до 10 років ув'язнення Джона Біла, що отримав 2 млн доларів хабаря за лобіювання 600 мільйонного контракту на встановлення камер Redflex у Чикаго. У результаті цього скандалу звільнено три топ-менеджери компанії Redflex. А через три роки один із цих менеджерів — Карен Фінлі — була засуджена до 14 місяців ув'язнення за підкуп посадовців, коли спробувала проштовхнути контракт на встановлення камер у штаті Огайо.

## Альтернативні проекти
Автоматичні камери не є єдиним методом боротьби з порушеннями ПДР. Існує ряд інших способів стимулювати водіїв правильно проїжджати перехрестя. Наприклад, збільшення віддалі видимості й примітності світлофора, щоб завчасно привернути увагу водіїв до його сигналів і щоб водії мали достатньо часу для безпечного і комфортного гальмування, зміна тривалості фаз, щоб заборонений сигнал був коротшим на головному напрямку, збільшення тривалості жовтої фази, додавання «подарункових» доль секунд до червоної фази, коли червона фаза увімкнена для всіх напрямків руху.
У звіті на 23 сторінки, що був представлений у палаті представників США, стверджувалося, що тривалість жовтої фази світлофора цілеспрямовано скорочувалася протягом багатьох років. Не можна стверджувати, що це робилося з поганими намірами, головною метою скорочення жовтої фази було, мабуть, збільшення пропускної спроможності перехресть. Але це поступово збільшувало кількість проїздів на червоне світло. У цьому ж звіті передбачалося, що повернення до триваліших жовтих фаз поліпшить ситуацію на перехрестях.